# Katzenakne

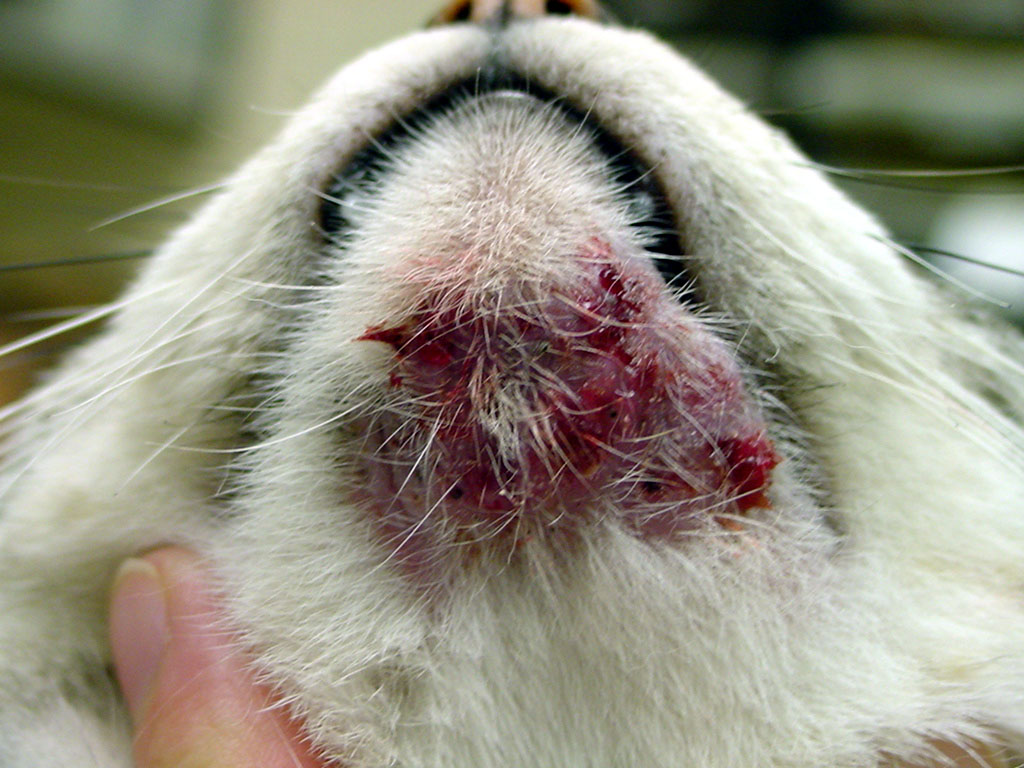
Schwere Form der Katzenakne

Als Katzenakne oder Feline Kinnakne bezeichnet man eine Hautkrankheit bei Hauskatzen, deren Ursache nicht geklärt ist. Sie wird als idiopathische Verhornungstörung angesehen, wobei unter Umständen eine verstärkte Talgproduktion, Immunsuppression, Viren und Stress als Faktoren eine Rolle spielen. 
Die Erkrankung zeigt sich zunächst, wie bei der Akne des Menschen, in Form kleiner Mitesser am Kinn und der Unterlippe. Bei mittelgradiger Katzenakne kann sich daraus eine Haut- und Lippenentzündung mit Papeln und Krusten, in sehr schweren Fällen eine Furunkulose und Zellulitis entwickeln. Hierbei sind vor allem Sekundärinfektionen durch Staphylokokken, Streptokokken, Malassezien oder Dermatophyten beteiligt.
Differentialdiagnostisch sind vor allem eine Demodikose und eine Dermatophytose auszuschließen. Die Diagnose kann durch eine histologische Untersuchung gestellt werden.
Liegen nur Mitesser vor, ist eine lokale (topische) Behandlung zumeist ausreichend. Hier werden reinigende und hornauflösende Substanzen wie Benzoylperoxid oder Ethyllaktat eingesetzt. Vitamin-A-haltige Salben und ein Zusatz ungesättigter Fettsäuren zum Futter fördern die Heilung. Bei schweren Formen mit Sekundärinfektion sind Antibiotika angezeigt. Bei einer Furunkulose kann lokal Mupirocin eingesetzt werden. Auch der Einsatz von Isotretinoin erwies sich in einem Drittel der Fälle als wirksam.